# چپل هیل، شهرستان کاوینگتون، آلاباما
چپل هیل (به انگلیسی: Chapel Hill) یک منطقهٔ مسکونی در ایالات متحده آمریکا است که در آلاباما واقع شده‌است. چپل هیل ۷۰٫۱ متر بالاتر از سطح دریا واقع شده‌است.